# Kanton Sainte-Maure-de-Touraine
Kanton Sainte-Maure-de-Touraine (francouzsky Canton de Sainte-Maure-de-Touraine) je francouzský kanton v departementu Indre-et-Loire v regionu Centre-Val de Loire. Tvoří ho 12 obcí.

## Obce kantonu
- Antogny le Tillac
- Maillé
- Marcilly-sur-Vienne
- Neuil
- Nouâtre
- Noyant-de-Touraine
- Ports
- Pouzay
- Pussigny
- Sainte-Catherine-de-Fierbois
- Sainte-Maure-de-Touraine
- Saint-Épain